# IHI運搬機械
IHI運搬機械株式会社（アイエイチアイうんぱんきかい、IHI Transport Machinery Co., Ltd.）は、パーキングシステムの開発、設計、販売、製造、据付ならびにメンテナンス、改修を行う企業である。IHIグループの一社。

## 沿革
- 1973年4月 - 石川島沼津輸送機株式会社設立。
- 1974年4月 - 関西輸送機株式会社と株式会社石川島沼津製作所を吸収合併し、商号を石川島輸送機株式会社に変更。
- 1977年6月 - 石川島物流工事株式会社を吸収合併。
- 1985年10月 - 石川島クレーン株式会社を吸収合併。
- 1994年12月 - 株式会社アイ・エイチ・アイ・パーキング・テクノスを吸収合併して、商号を石川島運搬機械株式会社に変更。
- 1996年11月 - 東京証券取引所市場第二部へ上場。
- 2008年11月 - 石川島運搬機械エンジニアリング株式会社を吸収合併。
- 2009年10月 - 商号をIHI運搬機械株式会社に変更。
- 2012年1月 - 大京から株式会社扶桑エンジニアリング（現・IHI扶桑エンジニアリング）の全株式を購入し子会社化。
- 2012年6月 - IHIの完全子会社となる。
- 2025年 - 運搬システム事業を分社化して株式会社IUKクレーンを設立の上、その全株式をタダノに譲渡。株式会社IUKクレーンは株式会社タダノインフラソリューションズに商号変更。

## 所在地
- 東京本社（東京都中央区）
- 沼津工場（静岡県沼津市）